# Валеев, Игорь Сергеевич
И́горь Серге́евич Вале́ев (род. 9 января 1981, Снежинск, Челябинская область) — российский хоккеист, левый нападающий. Мастер спорта России.

## Карьера
В детстве занимался плаванием, но в 10 лет по приглашению друга перешёл в хоккей. Выступал за «Спортивный клуб имени Чкалова» (СКиЧ) в Снежинск, в 12 лет на турнире «Золотая шайба» в Челябинске его заметили и пригласили в «Трактор». В 17 лет вместе с несколькими игроками «Мечела» и «Трактора» получил предложение играть в Канаде. Несколько лет играл за «Свифт-Каррент Бронкос» и «Норт-Бэй Сентенниалс». В конце 2005 вернулся в Россию, играл за «Сибирь» в Суперлиге. Играл в российских командах, уехал играть на чемпионате Казахстана. Через два года перешёл в воронежский клуб ВХЛ. В 2013 году был приглашён в клуб КХЛ «Трактор». В 2015 году на один сезон отправился играть за «Кулагер» Петропавловск и на следующий сезон вернулся в Челябинск. В 2017 году играл за «Эдинбург Кэпитлс». Снова вернувшись в Россию, с 2017 начал тренировать «Динамо-Челябинск», а с 2019 года — детско-юношескую спортивную школу «УралХоккей».

## Достижения
- Чемпион России 1996 в составе «Трактора».
- Победитель турнира четырёх наций 1997 в составе сборной России.
- Бронзовый призёр чемпионата России ВХЛ в сезоне 2009/10 в составе «Молота».
- Серебряный призёр чемпионата России ВХЛ в сезоне 2012/13 в составе «Бурана».
- Бронзовый призёр чемпионата Казахстана в сезоне 2015/16 в составе «Кулагера».